# Spremberg (zámek)
Zámek Spremberg stojící ve Sprembergu (Grodk) v německém zemském okrese Spréva-Nisa v Braniborsku. Byl vystavěn kolem roku 1200 pro pány ze Sprembergu. V zámeckém komplexu se mimo jiné nachází také Dolnolužické muzeum Heide, které se věnuje regionální historii národa a krajině ve dvojjazyčné oblasti lužického vřesoviště.

## Zámek Spremberg
Dějiny nejstarší části stavby zámku Spremberg sahají až do roku 1100. Zbytky jedné čtverhranné a jedné kruhové věže se zachovaly dodnes. Původně románský vodní zámek byl později rozšířena na pozdně barokní zámecký komplex. Dvoupodlažní severní křídlo bylo postaveno v 16. století. V následujícím století došlo k expanzi na letní sídlo pro vévodu Heinricha ze Saska-Merseburgu. Na východní a západní straně postavil dvě třípatrová křídla, která jsou spojena dřevěnou galerií na straně nádvoří. Věž byla opatřena střechou. V roce 1738 po zániku sekundární generace Merseburgu byl zámek převzat do saského vlastnictví. Až do roku 1997 sloužil správním účelům.
V dnešní době je celý komplex obklopen parkem s rozmanitými stromy. V zámeckém areálu se dále nachází dolnolužické muzeum Heide, hudební a umělecké školy a také okresní knihovna zemského okresu Spréva-Nisa. V parku je také originální farma Wendisch a lapidárium.

## Zámecké muzeum Heide
V zámeckém komplexu se nachází dolnolužické muzeum Heide. Poté, co byl v roce 1993 rozpuštěn okres Spremberg, převzal budovu okres Spréva-Nisa a vyvinul ji v kulturní zastávku pro občany okresu a jejich hosty.
Ve svých výstavách se muzeum zaměřuje na vřesoviště na jihovýchodě Braniborska. Každoročně mezi regionální vrcholy patří velikonoční trh a vánoční výstava. Spisovatel Erwin Strittmatter (1912-1994), narozený ve Sprembergu, je poctěn stálou výstavou o svém životě a díle. Další výstavy jsou věnovány přírodovědnému a folklórnímu studiu a umění Dolní Lužice.